# Szejch Ali Asghar
Szejch Ali Asghar (pers. شيخ علي اصغر) – miejscowość w Iranie, w ostanie Chuzestan. W 2006 roku miejscowość liczyła 1450 mieszkańców w 234 rodzinach.